# Дидевич, Михаил Степанович
Михаил Степанович Дидевич (укр. Михайло Степанович Дідевич; 25 июля 1925, Краматорск, Донецкая губерния, УССР, СССР — 19 сентября 1987, Днепропетровск, Украинская ССР, СССР) — советский футболист и тренер, нападающий, мастер спорта СССР.

## Футбольная биография

### Карьера игрока
Детство Михаила Дидевича прошло в родном Краматорске, где он проживал с родителями. Там же увлёкся футболом. С началом Великой Отечественной войны, его отец — Степан Дидевич, заслуженный металлург СССР, вместе с семьёй были эвакуированы на Урал, в город Серов. В 1942 году, Михаил Дидевич начал играть в местной команде «Металлурги Востока». После освобождения страны от фашистов, отправился в Ленинград, где учился на авиационно-технических курсах, а также играл за футбольную команду этого учебного заведения.
В 1945 году, Дидевич выступал за команду Дома офицеров из Риги, принимавшую участие в матчах на первенство Латвийской ССР. Там молодой нападающий, отличавшийся мощным ударом с дальней дистанции, попал в поле зрения тренеров сильнейшей команды того времени — московского ЦДКА. Уже в следующем сезоне Дидевич перебирается в Москву, где поначалу играет за дублирующий состав армейцев. Дебютировал Михаил за основной состав «команды лейтенантов» только в конце сезона, 1 сентября 1946 года, в матче «Динамо» Тбилиси — ЦДКА, выйдя на замену во втором тайме вместо Николая Шкатулова. Всего в дебютном сезоне, за ставших чемпионами московских армейцев, провёл лишь два поединка. В следующем чемпионате, 28 мая 1947 года, нападающий отличился и своим первым голом в элитном дивизионе, в гостевом матче поразив ворота ленинградского «Зенита». С тем же соперником, но уже в поединке второго круга на своём поле, Дидевич выйдя в стартовом составе, в место пропускавшего игру Всеволода Боброва, отличился хет-триком. В целом, в основном составе ЦДКА, ставшего и в этом году чемпионом, Михаил появлялся лишь изредка. И только в чемпионате СССР 1948 года, форвард стал чаще играть за ставших в очередной раз победителями чемпионата армейцев, проведя 12 поединков и забив 6 голов. Для получения медалей Михаилу не хватило лишь 1 поединка. Стать игроком основного состава команды, где в линии нападения тон задавали такие мастера советского футбола как Всеволод Бобров, Алексей Гринин, Владимир Дёмин, Валентин Николаев, Григорий Федотов, было практически нереально.
В 1950 году, Дидевич переходит в другую армейскую команду Москвы — ВМС, выступавшую в классе «Б». По итогам сезона, коллектив одержал победу в первенстве и вышел в элитный дивизион. Михаил сразу же влился в состав, став одним из лидеров атакующих порядков команды. Но удержаться в высшем эшелоне советского футбола коллективу не удалось, заняв 13 место из 15 команд, ВМС снова отправился в класс «Б», а ещё через год, команда была и вовсе расформирована.
В 1953 году Дидевич перешёл в столичный «Локомотив». Но сыграв в стартовых матчах чемпионата, Михаил перестал попадать в основной состав и вскоре покинул железнодорожников, перебравшись в «Спартак» из города Калинин, а в 1954 году переезжает в Днепропетровск, где становится игроком местного «Металлурга». Команда заняла 4 место в своей зоне класса «Б». Дидевич, в новом коллективе дебютировал 18 апреля 1954 года и в первом же матче отличился голом в ворота «Шахтёра» из Сталино. А по итогам всего сезона, забив 17 мячей, стал лучшим бомбардиром своей команды. В том же сезоне, днепропетровцы, во многом благодаря и забитым голам своего форварда, дошли до полуфинала Кубка СССР, где уступили ереванскому «Спартаку». Всего же за днепропетровскую команду Дидевич выступал пять лет, в её составе, в матчах чемпионата и Кубка страны, забил более 70 мячей, был её лидером и капитаном. Последний сезон, в качестве игрока днепропетровского «Металлурга», провёл в 1958 году, снова став лучшим бомбардиром команды, забив 23 мяча. По завершении первенства, принял решение оставить активную игровую карьеру.

### Карьера тренера
Завершив активные выступления, Михаил Дидевич перешёл на тренерскую работу. В 1960 году возглавлял днепродзержинский «Химик», выступавший в классе «Б». А в середине сезона 1961 года принял свой бывший клуб — «Металлург», который тренировал до конца сезона, по итогам первенства днепропетровский коллектив финишировал на 14-м месте. Со следующего сезона команда получила новое название — «Днепр», перейдя под патронат Южного машиностроительного завода. Главным тренером был назначен Серафим Холодков. Дидевич также остался в команде, перейдя на должность помощника старшего тренера. В тренерском штабе днепропетровцев Михаил Степанович проработал до конца 1966 года, после чего оставил команду мастеров, перейдя на работу в спортивный клуб «Метеор», где многие годы тренировал молодых футболистов и любительские команды. Принимал активное участие в спортивной жизни Днепропетровска, входил в президиум днепропетровской областной Федерации футбола.
Скончался  19 сентября 1987 года после тяжёлой болезни.

## Память
Именем Михаила Дидевича назван переулок в Днепропетровске, на котором находится база ФК «Днепр».
С 1988 года в Днепропетровске проводится футбольный турнир памяти Михаила Дидевича. В 2008 году днепропетровской областной федерацией футбола был признан победителем номинации «Лучшие тренера и игроки XX века» в регионе.